# LOVE REVOLUTION
〈LOVE REVOLUTION〉(일본어: ラヴ·レボ―ルション; 한국어: 러브 레볼루션)은 TWO-MIX의 4번째 싱글이다.

## 개요
일본 TV 아사히계 주말 드라마 《KIRARA》의 테마곡이다. 오리콘 차트 최고 순위 9위를 기록하였고, 이 작품으로 데뷔 작품(JUST COMMUNICATION)부터 4작품 연속으로 10만장 이상의 판매고를 올렸다.
또한, 이 기록은 성우관련 아티스트 중에서는 현재까지도 유일한 기록이 되고 있다.

## 수록곡
작사，작곡，편곡：TWO-MIX
1. LOVE REVOLUTION
2. STAYIN' ALIVE　　(※싱글버전은 앨범 수록되지 않았고, 앨범버전으로 수록되었다.)
3. LOVE REVOLUTION (Original Karaoke)
4. STAYIN' ALIVE (Original Karaoke)

## 수록 작품
- LOVE REVOLUTION(오리지널 버전)
  - BPM "BEST FILES"
  - SUPER BEST FILES 1995～1998
  - Categorhythm

- PRELUDE+LOVE REVOLUTION·MAX(앨범 버전)
  - BPM 150MAX
  - 20010101

※"PRELUDE"는 오리지널 버전의 인트로 부분을 독립시킨 곡이다.
- LOVE REVOLUTION(Hyper Groove On The D.F.Mix)
  - BPM "DANCE∞"
  - 20010101
  - Categorhythm

- STAYIN' ALIVE·MAX(앨범 버전)
  - BPM 150MAX

- Stayin' Alive (International(English ver.))
  - BPM CUBE

- STAYIN' ALIVE (Domestic(Japanese ver.))
  - BPM CUBE

## 같이 보기
- TWO-MIX